# Tetratoma talyshensis
Tetratoma talyshensis is een keversoort uit de familie winterkevers (Tetratomidae). De wetenschappelijke naam van de soort werd in 1989 gepubliceerd door Nikolay Borisovich Nikitskiy.